# Lady of the Tropics
Lady of the Tropics (Brasil: Flor dos Trópicos ) é um filme norte-americano de 1939, do gênero drama, dirigido por Jack Conway e estrelado por Robert Taylor e Hedy Lamarr.

## Notas sobre a produção

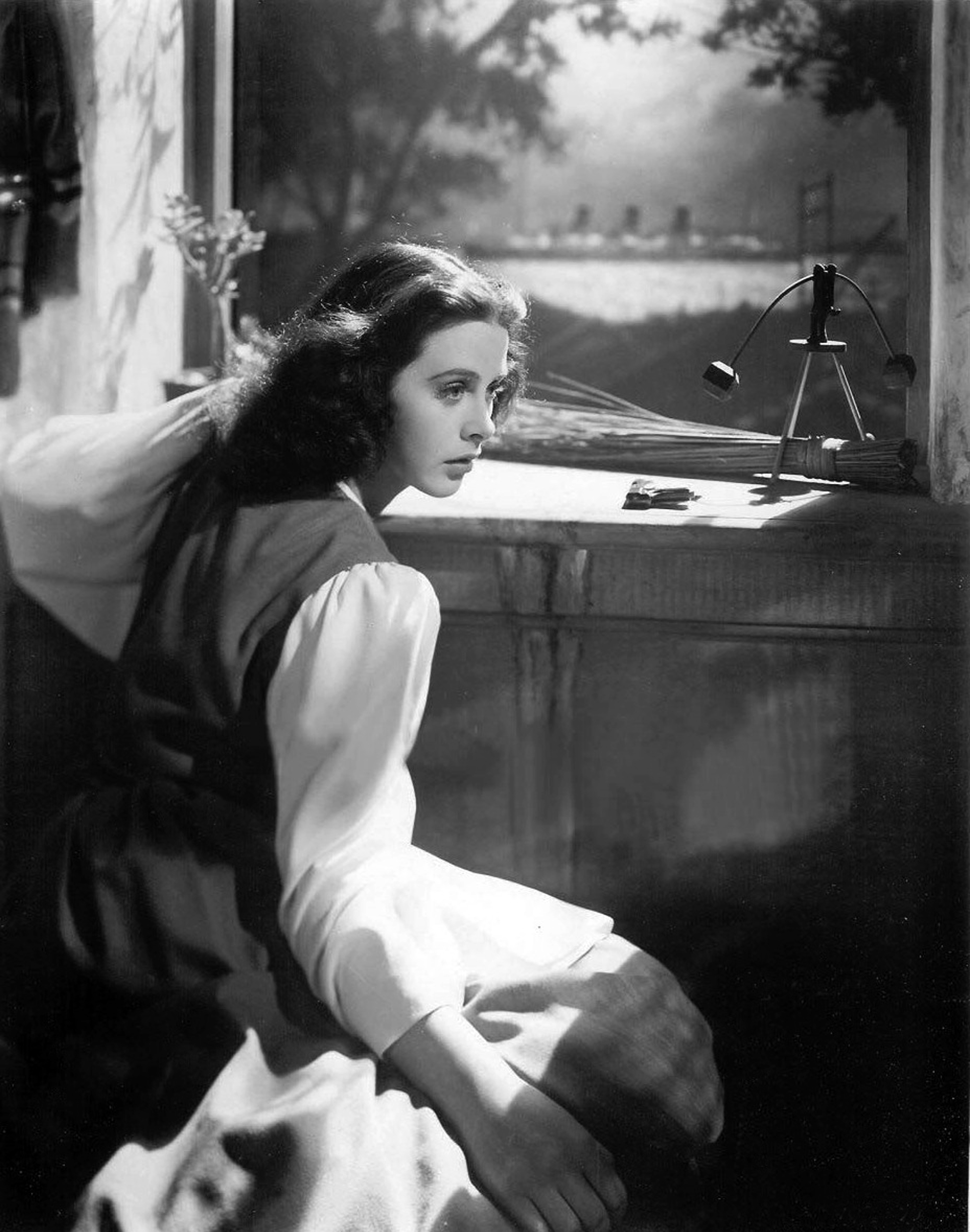
Hedy Lamarr, "a garota mais bela do mundo", em cena do filme.

## Sinopse

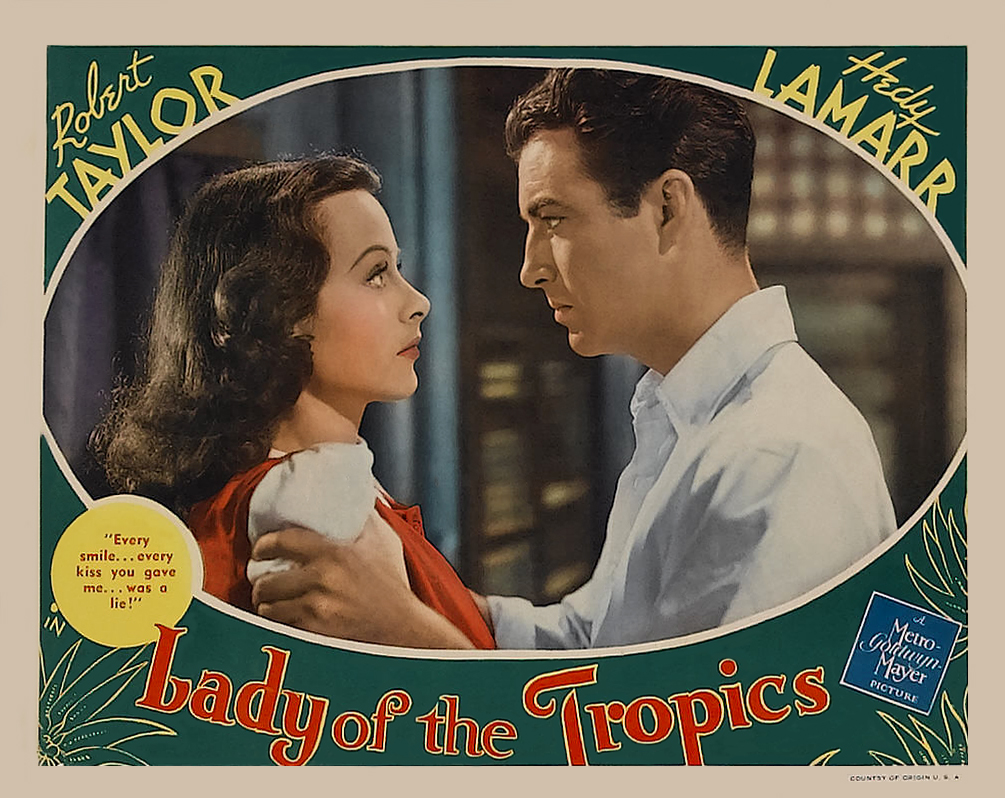
Lobby card do filme, com Hedy Lamarr e Robert Taylor.

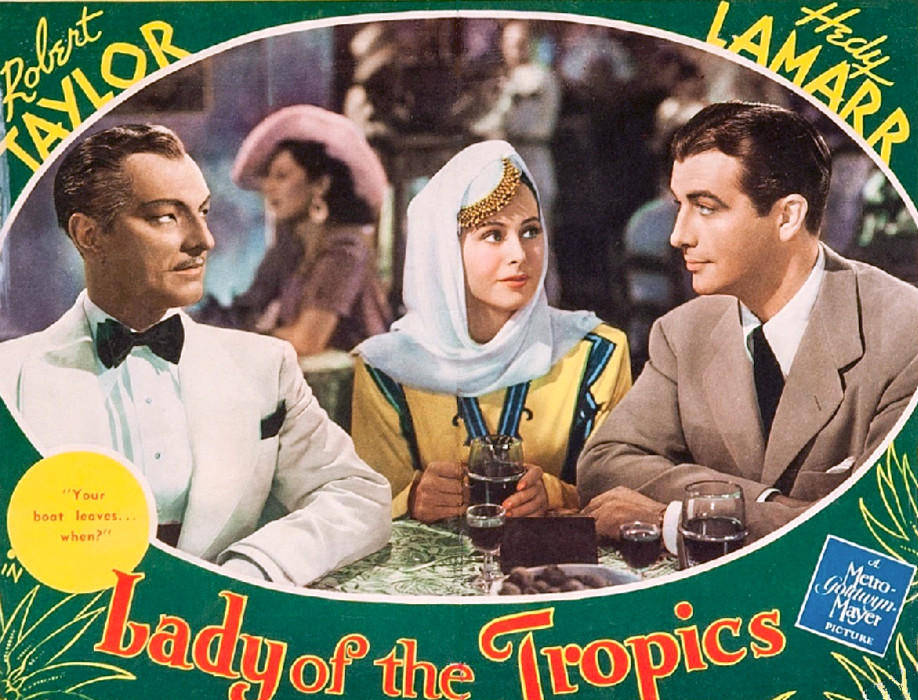
Joseph Schildkraut, Hedy Lamarr e Robert Taylor em outro lobby card do filme.